# 김덕현 (변호사)
김덕현(金德賢, 1958년 2월 18일 ~ )은 대한민국의 변호사이다.

## 생애
김덕현은 판사 출신으로 1986년 변호사로 개업한 뒤 여성변호사회 회장, 대한변호사협회 여성문제연구실무위원장, 한국에이즈퇴치연맹 이사, 국가인권위원회 위원 등을 거쳤다.
대한민국 16대 대통령 노무현이 국회로부터 탄핵을 당했을 때 변호인단의 일원이었다. 배우 최진실이 가정폭력 피해자에게 책임을 전가하는 광고주로부터 손해배상청구소송을 당했을 때 그 변호인단의 일원으로서 활동하였다.

## 학력
- 경북여자고등학교 졸업
- 한양대학교 법학과 졸업(학사 학위)

## 경력
- 1980.06. 제22회 사법시험 합격
- 1983.08. 제13기 사법연수원 수료
- 1983 서울지방법원 의정부지원 판사
- 1998 법무법인 호민 의정부분사무소 변호사
- 2000 국무총리 행정심판위원회 위원
- 친일반민족행위진상규명위원회 위원
- 2000.01 ~ 2006.12 제4대 한국여성변호사회 회장
- 2001.11 ~ 2005.03 국가인권위원회 비상임위원
- 법무법인 호민 대표변호사
- 2005 제6기 정보통신윤리위원회 위원
- 2007.05 중앙인사위원회 비상임위원
- 시민사법위원[7]
- 2011 대한변호사협회 부회장
- 고양시청 고문변호사